# Nothofagus crenata
Nothofagus crenata är en tvåhjärtbladig växtart som beskrevs av Cornelis Gijsbert Gerrit Jan van Steenis. Nothofagus crenata ingår i släktet Nothofagus och familjen Nothofagaceae.
Arten förekommer endemisk i centrala delar av Papua Nya Guinea. Den växer i låglandet och i låga bergstrakter upp till 900 meter över havet. Oftast bildas trädgrupper där inga andra större träd ingår. Nothofagus crenata kan nå en höjd av 40 meter och stammens diameter i brösthöjd kan vara en meter. Några sydbokar på Nya Guinea blir 350 till 550 år gamla. Kanske når några exemplar av denna art samma ålder.
Enligt en studie från 2009 försvann 13 procent av skogarna i regionen sedan 1972. Ett annat hot mot beståndet är skogsbränder. IUCN listar arten som sårbar (VU).

## Underarter
Arten delas in i följande underarter:
- N. c. crenata
- N. c. sapeii